# Aw Boon Haw
Dans ce nom chinois, le nom de famille, Hu ou Aw, précède le nom personnel.
Aw Boon Haw chinois 胡文虎 , pinyin : Hú Wénhǔ, (14 mars 1882 à Rangoon, Birmanie – 5 septembre 1954 à Honolulu, Etats-Unis) est un entrepreneur et un philanthrope qui a créé et commercialisé le baume du tigre (虎 caractère de son prénom).

## Biographie
Fils d'un Birman chassé de Chine et qui exerçait la profession d'herboriste avec qui il travailla dès qu'il le put, Aw Boon Haw développa une grande curiosité pour les plantes médicinales. Adolescent, il prépara une mixture qui eut de bons effets et décida de la nommer seigneur de la Jungle. Il plaça ce produit sur le marché de Singapour et les retombées furent très bonnes. Aw Boon Haw, qui avait compris l'intérêt de la publicité, plaça son argent pour mieux faire connaître son produit miracle. D'autre marchés s'ouvrirent à lui : en Malaisie, au pays du Siam.
Aw Boon Haw diversifia ses activités et se consacra en parallèle au marché de l'opium qui n'était pas encore interdit en Chine. La légende dit également qu'il aurait profité dans ses débuts de bénéfices tirés de fabrication de fausse monnaie. Pour maîtriser sa publicité, Aw Boon Haw a acheté un grand nombre de journaux, en langue anglaise et en langue chinoise, dont le Sin Chew Jit Poh et le Guangming Daily.
Professionnellement, ses collaborateurs le décrivent comme un tyran.
Aw Boon Haw fait construire à Hong Kong le célèbre jardin du baume du tigre, et Haw Par Villa à Singapour.
Souffrant d'un cancer à l'estomac, Aw Boon Haw ne s'est résolu à rencontrer un médecin occidental que 3 mois avant sa mort, alors que son état était déjà très avancé.

## Référence
1. ↑  Joseph Kessel - Hong Kong et Macao